# Baggeskov
Baggeskov (dansk) eller Backensholz (tysk) er navnet på en skov og en gård beliggende sydvest for Treja midtvejs mellem Slesvig og Husum i Sydslesvig. Administrativt hører stedet under Øster Ørsted kommune i Nordfrislands kreds i den nordtyske delstat Slesvig-Holsten. I kirkelig henseende hører Baggeskov under Svesing Sogn. Sognet lå Sønder Gøs Herred (Husum Amt), da Slesvig var dansk indtil 1864. 
Baggeskov er beliggende på den jyske gest, som er præget af sandjord. Øst for gården og skoven ligger Bremsborg med den større Bremsborg Skov. Det tyske navn Backensholz er en senere fortyskning af Baggeskov i betydning bag en skov. Baggeskov Gård er i dag et familiedrevet økologisk landbrug med tilhørende osteri og gårdbutik. På gården opdrættes forskellige dyr, blandt dem den såkaldte Husum protestsvin.